# Mulher - vol 12
Mulher é um álbum da banda Mastruz com Leite, lançado em 1997. Com vários sucessos como Mulher, "Nhanhar", Anjo de Guarda e Menino Sem Juízo. Com este disco, o Mastruz lotou as casas de shows por onde passava. Liderava as paradas de sucesso, nas rádios de todo o Nordeste, além do eixo Rio-São Paulo. O disco foi lançado em rede nacional, no programa Vídeo Show, da Rede Globo, e logo veio o reflexo nas vendas: cerca de 450 mil cópias. No final de 1997, o grupo havia recebido discos de ouro e platina pelo sucesso do CD Mulher.

## Faixas
1. Nhanhar
2. Salto do Vazio
3. Tudo Acabou
4. Noite Fria
5. Como Posso Te Esquecer
6. Menino Sem Juízo
7. Anjo de Guarda
8. Arco-Íris do Amor
9. O Bem e o Mal
10. Nas Ondas do Amor
11. Nordestino Antes de Tudo
12. Mastruz com Leite é Brasil
13. Amor Infinito
14. Marido Exemplar
15. O Preço de Um Homem
16. Mulher